# رومیجا
رومیجا (به لاتین: Rumija) یک کوه در مونته‌نگرو است که در southern Montenegro واقع شده‌است. رومیجا ۱٬۵۹۴ متر بالاتر از سطح دریا واقع شده‌است.